# 이옥희 (교수)
이옥희(1959년 ~)는 미국의 교육학자이자 유아교육학 교수이다.

## 경력
이옥희는 뉴욕 대학교 스타인하트 문화, 교육, 인간발달 학교의 아동교육 교수이다. 이옥희는 미국 교육부에서 영어 학습자라고 부르는 추가 언어로 영어를 배우는 학생을 포함하여 모든 K-12 학생을 위한 STEM 교육(과학, 기술, 공학, 수학)의 형평성과 정의를 확립하는 데 참여하고 있다. 교육 연구, 정책 및 실무에 관한 5권의 책과 130개 이상의 참고 저널 기사를 집필했다.
이옥희는 에듀케이셔널 위크(Education Week)에서 발표한 에드스콜라 대중 영향력 순위(Ed-Scholar Public Influence Rankings)에서 미국에서 가장 영향력 있는 교육 학자 중 한 명으로 선정되었다.
이옥희는 미시간 주립 대학교에서 2022년에 인문학 명예박사 학위를 받고 학사학위 졸업식에서 기조연설을 했다. 플로리다주 코랄게이블스에 있는 마이애미 대학교에서 경력을 시작하여 교육대학원의 교수로 승진했다. 뉴욕 대학교, 미시간 주립 대학교, 마이애미 대학교, 한미교육연구회 등에서 고인이 된 남편을 추모하며 장학금을 전달했다.
2011년에 이옥희는 뉴욕 대학교에 합류하여 NYU SAIL 연구소의 교수이자 수석 연구원으로 재직하고 있다. 국립과학재단(NSF)의 자금 지원을 받아 SAIL 팀은 영어 학습자를 포함한 모든 학생을 위한 과학 학습, 언어 학습 및 컴퓨팅 사고력을 지원하는 초등학교 교과 과정 자료와 교사 전문 개발 리소스를 개발한다.